# Ixora longipes
Ixora longipes är en måreväxtart som först beskrevs av Dc., och fick sitt nu gällande namn av Heinrich Zollinger och Alexandre Moritzi. Ixora longipes ingår i släktet Ixora och familjen måreväxter. Inga underarter finns listade i Catalogue of Life.